# Daimio

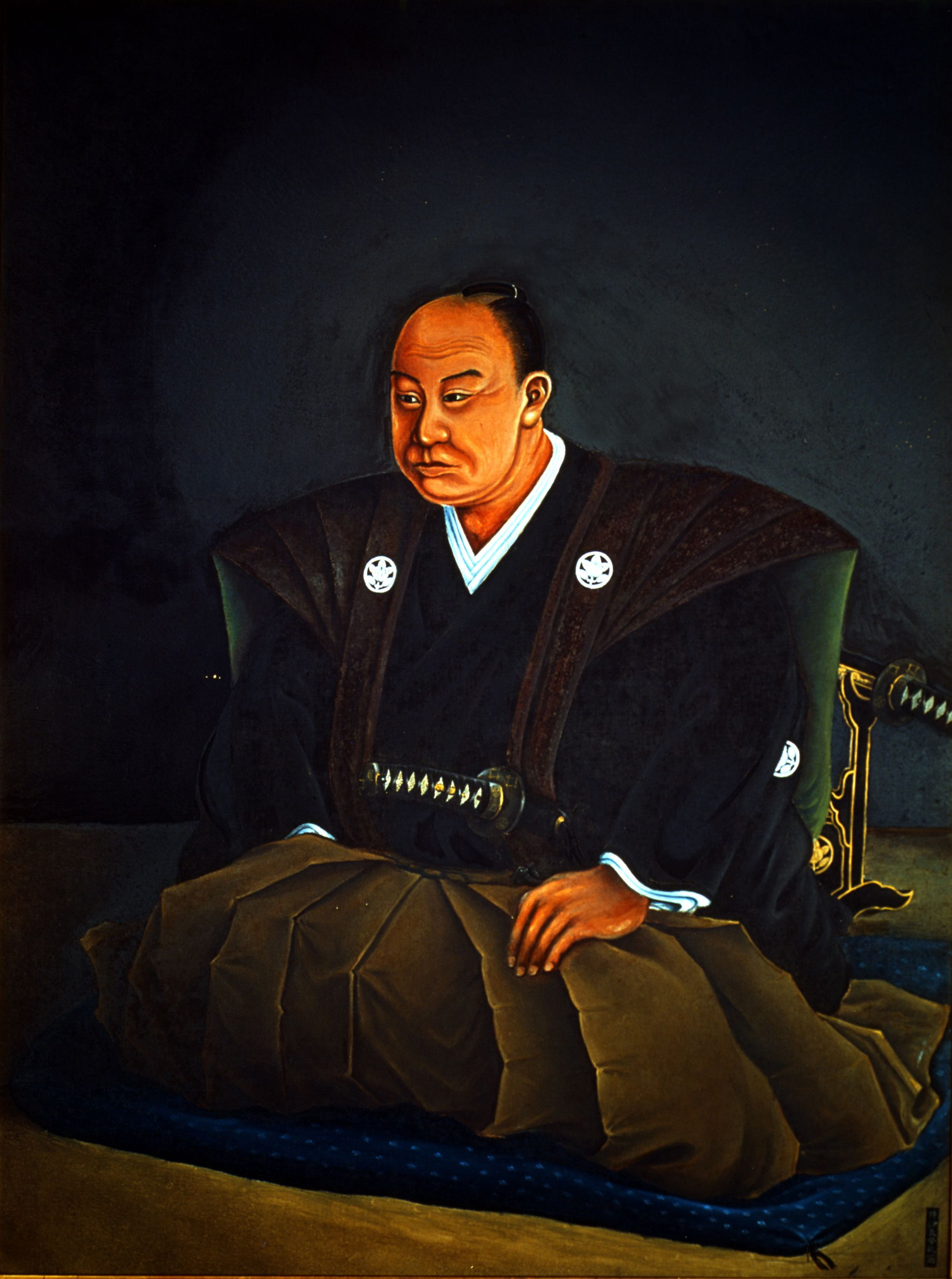
Ii Naosuke era un Daimio.

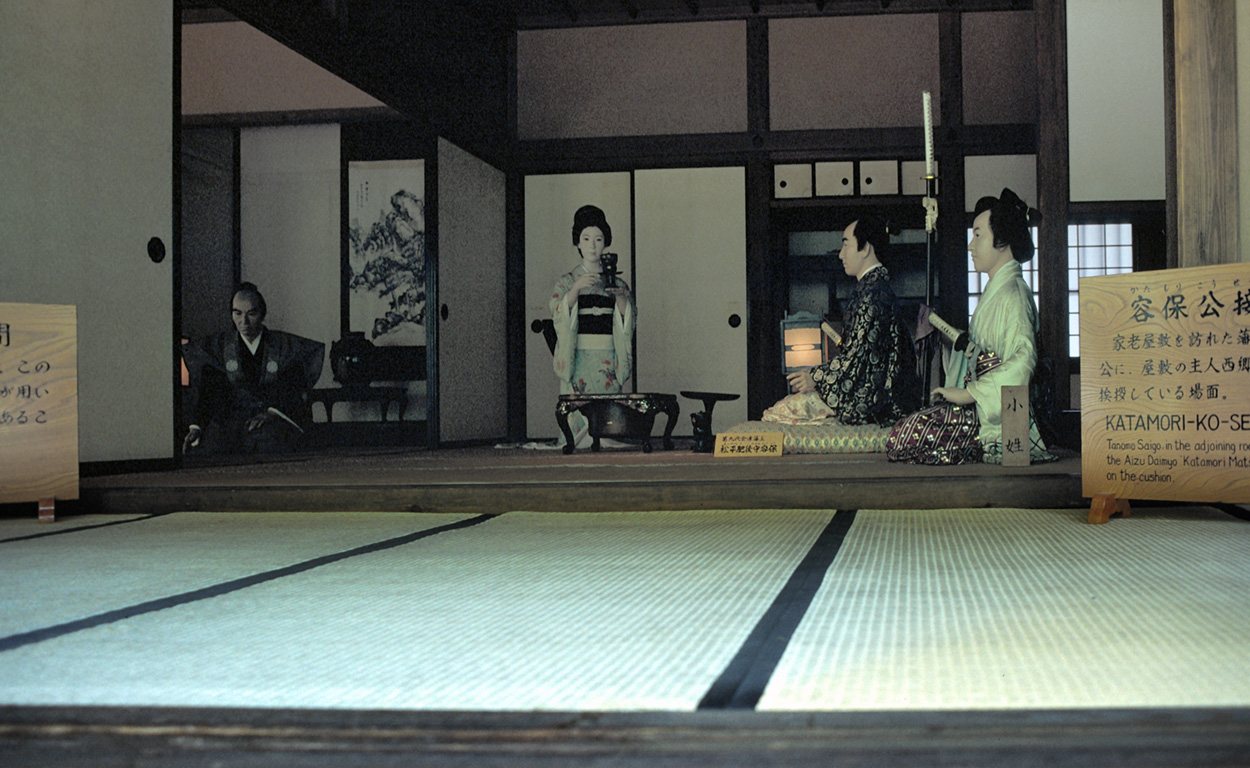
El daimio Matsudaira Katamori visitando la residencia de su vasallo y karō Saigō Tanomo. Maniquí en el museo de la casa del samurái en Aizuwakamatsu.

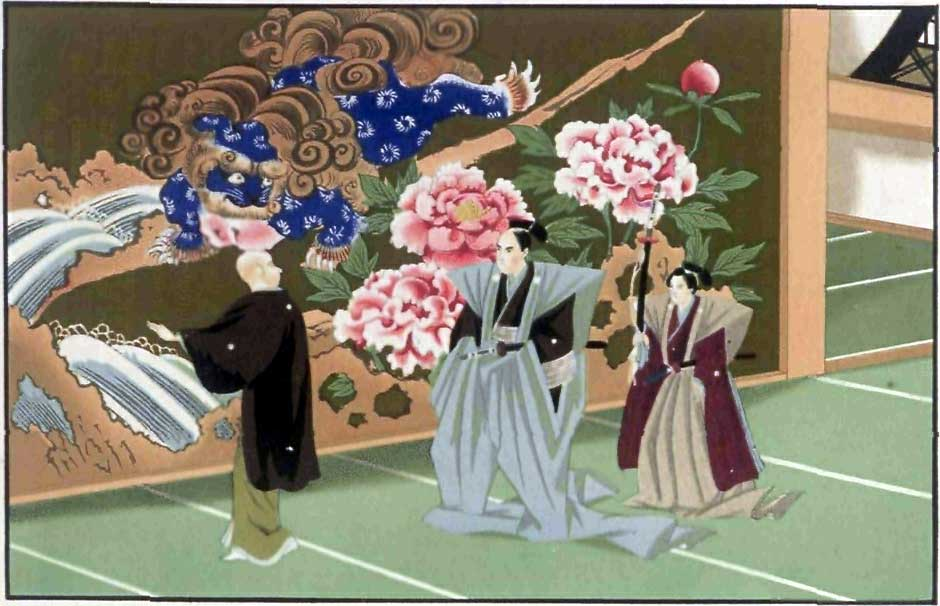
Un daimio realizando una visita de Estado, ilustración de 1860.

El daimio (大名 daimyō?) ([daimʲoː] daimyōⓘ) era el soberano feudal más poderoso desde el siglo X al siglo XIX dentro de la historia de Japón. El término "daimio" significa literalmente "gran nombre". Desde el shugo del período Ashikaga hasta el del período Sengoku hasta el daimio del Período Tokugawa, el rango ha tenido una larga y variada historia. El daimio fue el auténtico poder en Japón desde el siglo XII hasta 1868, bien que el shogunato Tokugawa fue a partir del siglo XVII el más importante, llegando a provocar una escisión interna entre los shogún en la época Edo (finales del siglo XIX). El término "daimio" es utilizado también en ocasiones para referirse a figuras de liderazgo de los clanes, también llamados "señores". Este era usualmente, aunque no de forma exclusiva, el líder militar que un shōgun o regente seleccionaba.
El daimio utilizaba usualmente colores púrpuras, que variaban de oscuros a claros dependiendo de qué tan alto fuera el nivel donde se encontrara. Los púrpuras oscuros y claros precedían a los verdes oscuros y claros, negros y rojos claros, y finalmente el negro. Los daimios de más alto rango eran considerados nobles.

## Daimios durante el período Edo
Tras la batalla de Sekigahara que marcó el principio del Período Tokugawa en el año 1603, el sogún Tokugawa Ieyasu reorganizó aproximadamente a doscientos daimios en sus territorios, formalmente conocidas como provincias (kuni), dentro del han, categorizadas según el nivel de producción de arroz. Los daimios eran aquellos quienes lideraban un han valorado en 10 000 koku (500 000 celemines) o más. Ieyasu también categorizó a los daimio de acuerdo a que tan cercanos estaban del gobierno de la familia Tokugawa, quienes eran conocidos por su valentía y emparentados de antaño con los Tokugawa eran los shinpan, aquellos que habían sido aliados de los Tokugawa antes de la batalla de Sekigahara eran conocidos como los fudai, y los tozama eran aquellos que sólo después de batalla de Sekigahara se unieron a los Tokugawa, mayormente por haber apoyado al bando vencido en dicho enfrentamiento.
En el año 1800 había aproximadamente 170 daimios en Japón.
Los shinpan era aval de los Ieyasu, al igual que el clan Matsudaira o los descendientes del Ieyasu que no eran parte de la línea hereditaria central. Muchos shinpan, incluyendo al Tokugawa de Owari (Nagoya), Kii (Wakayama) y Mito, así como el Matsudaira de Fukui y Aizu, mantenían han de gran valor y tamaño.
Unos pocos daimio fudai, como los del clan Ii de Hikone, mantenían grandes han, pero la mayoría tenía posesiones pequeñas. El shogunato colocó algunos fudai en locaciones estratégicas para velar por las rutas de intercambio y las cercanías de Edo, aunque eran posesiones de extensión reducida. Además, muchos daimios fudai tomaron posición en el shogunato Edo, algunos llegando a la posición de rōjū. El hecho de que los daimios fudai tuviesen la posibilidad de asumir posiciones en el gobierno mientras que a los tozama no se les permitía tal opción, era la diferencia fundamental entre los dos grupos.
Los daimios tozama estaban a cargo de grandes campos en el han Kaga de la prefectura de Ishikawa, liderada por el clan Maeda, con valor de un millón de koku. Otros clanes tozama famosos incluyen el clan Mori de Chōshū, el clan Shimazu de Satsuma, el clan Date de Sendai, el Uesugi de Yonezawa, y el clan Hachisuka de Awa. Inicialmente, el Shogunato Tokugawa desconfiaba de los tozama al considerarlos potencialmente rebeldes, pero durante la mayoría de la era Edo, se mantenían relaciones pacíficas entre los shogunes y los tozama utilizando para ello políticas de control como el sankin kōtai.

### Sankin kotai
El sankin kōtai ("atención alterna") era un sistema por el que el Tokugawa forzaba a todos los daimios a pasar cada año en las cortes Tokugawa en Edo, y mantener a los miembros de su familia en Edo cuando regresaran a sus han. Esto incrementaba el control político y fiscal sobre los daimios por Edo. Cuando llegó el Período Tokugawa se establecieron otros sistemas de control de los daimios, como el pago obligatorio de contribuciones a trabajos públicos como la construcción de carreteras. A los daimios también se les prohibió construir barcos y castillos, mientras que otras muestras de poderío militar con frecuencia eran fuertemente controladas.
A pesar de este control, y con frecuencia en una mala situación económica debido a cosas como el sankin kotai, el respaldo forzado de los trabajos públicos, y los gastos extravagantes, muchos daimios actuaron en contra del Shogunato Tokugawa durante la Restauración Meiji. En 1869, el año anterior a la Restauración Meiji, los daimios alineados con el nuevo régimen junto con los kuge, formaron una nueva aristocracia japonesa, los kazoku. En 1871, el sistema han fue abolido y se establecieron las prefecturas, dando fin eficazmente a la era daimio en Japón.